# Laura Abalo
Laura Abalo (castellà: María Laura Ábalo)  (Buenos Aires, 17 d'agost de 1981) és una ex-esportista argentina que es destacava en l'especialitat de rem. Va ser campiona als Jocs Panamericans de 2011 i als Jocs Sud-americans de 2010. Laura pertany al Club San Fernando.

## Trajectòria
La trajectòria esportiva de Laura s'identifica per la seva participació en els següents esdeveniments internacionals:

### Jocs Panamericans
- , Medalla d'or: Quatre parells de rems curts
- , Medalla d'or: Dos rems llargs sense timoner
- , Medalla de bronze: Quatre parells de rems curts
- , Medalla de bronze: Quatre parells de rems curts

### Jocs Sud-americans
Va ser reconegut el seu triomf de ser la sisena esportista amb el major nombre de medalles de la selecció d'Argentina als jocs de Medellín 2010.

#### Jocs Sud-americans de Medellín 2010
El seu acompliment en la novena edició dels jocs, es va identificar per ser la seixantena cinquena esportista amb el major nombre de medalles entre tots els participants de l'esdeveniment, amb un total de 3 medalles:

- , Medalla d'or: Rem Parell Dones
- , Medalla d'or: Rem Quàdruple Dones
- , Medalla de plata: Rem Doble Dones